# Ov. S. Crohmălniceanu
Ovid S. Crohmălniceanu (n. Moise Cohn; n. 16 august 1921, Galați, România – d. 27 aprilie 2000, Berlin, Germania) a fost un critic și istoric literar român de origine evreiască.
A fost fiul lui Lazăr Cohn și a Esterei, născută Leibovici și căsătorit cu nepoata lingvistului Heimann Hariton Tiktin. A urmat școala primară și liceul, devenit Colegiul Național „Vasile Alecsandri” la Galați, unde și-a început și studiile la Institutul Politehnic din Galați, întrerupte în 1940. Le-a continuat între anii 1944-1947 la Politehnica din București, unde a devenit licențiat în construcții. Din 1966 a devenit profesor la Facultatea de Litere din București. A murit în anul 2000 la Berlin, unde emigrase în 1992, în același timp cu soția sa Ruth, care se afla internată într-un alt spital.

## Pseudonimul
Pseudonimul literar Crohmălniceanu a fost inventat de traducătorul Iosif C. Mătăsaru în vara anului 1944, considerat de contemporani ca derivat din moldovenescul „crohmal” sau „crohmală”, care înseamnă scrobeală. Există cert însă și faptul că Crohmal, scris „Krochmal”, este numele unui șir important de învățați evrei, cel mai vechi purtător al numelui Krochmal a fost Menahem Mendel Ben Abraham, șef rabin al Moraviei, originar însă din Cracovia, unde s-a născut în 1600.

## Cariera
În anul 1944 a debutat în revista de stânga Ecoul cu un text despre poetul american Vachel Lindsay (prieten cu Carl Sandburg și Edgar Lee Masters). Între 1947 - 1951 a devenit editor al revistei Contemporanul", între 1951 - 1953 a lucrat la Editura Didactică și Pedagogică, la revistele Viața Românească și Gazeta literară, unde a fost redactor șef adjunct între 1963-1966.
A condus timp de 20 de ani, din 1971, Cenaclul de proză Junimea la ale cărui ședințe participau nume cunoscute ale generației '80 printre care Gheorghe Crăciun, Mircea Cărtărescu, Ioan Mihai Cochinescu, George Cușnarencu, Mircea Nedelciu, Sorin Preda și alții.

## Opera
Începuturile sale literare au fost marcate de o fază de interpretare sociologizantă și marxistă: în 1950 critica, de exemplu, avangarda româneasca considerându-i pe suprarealiștii (de origine evreiască) Victor Brauner, Gherasim Luca și Jacques Hérold dușmani ai realismului socialist. Opera ulterioară, precum sinteza sa Istoria literaturii române între cele două războaie mondiale îl plasează în rândul celor mai importanți istorici literari români postbelici.
A practicat și critica de întâmpinare și a lansat o serie de prozatori postmoderniști tineri și a publicat antologia Desant '83. A jucat un rol activ în fandom-ul românesc, a scris literatură fantastică si de anticipație.
A publicat în 1992 studiul critic Christian W. Schenk: Alăptat de două mame, colecția Phoenix
Despre Amintiri deghizate (1994, 2011), criticul scrie chiar din primul paragraf al cuvântului înainte: „Deghizate fiindcă sunt niște amintiri care nu răsar prin solicitarea directă a memoriei să-și deschidă cămările, ci se iscă din actul de exegeză literară.”
După parerea lui Gabriel Dimisianu, „Ovid S. Crohmălniceanu este ingăduitor din spirit de echitate”.
A scris în colaborare cu Klaus Heitmann, - Heidelberg Cercul Literar de la Sibiu și influența catalitică a culturii germane (2001), publicată postum.
A scris cu o logică riguroasă prefețe la volume de Boris Polevoi, Cezar Petrescu, Otilia Cazimir, Mihail Sadoveanu, Liviu Rebreanu, Eugen Jebeleanu, Camil Petrescu, Paul Everac, Leon Donici, Felix Aderca, Ady Endre, Guillaume Apollinaire, Camil Baltazar, Maria Banuș, Gerda Barbilian, Alain Bosquet, Demostene Botez, Emil Botta, Radu Boureanu, Ion Brad, Karel Capek, Nina Cassian, G. Călinescu, Ștefan Aug. Doinaș, Georges Duhamel, Maria Filotti, Anatole France, Klaus Heitmann, Jiří Marek, Gellu Naum, Galina Nikolaeva, Al. Philippide, Monica Pillat, Ion Pillat, Marin Preda, Marcel Proust, Adrian Rogoz, H. Bloch, Mircea Cărtărescu.

## Distincții
- Ordinul Muncii clasa a II-a (9 iunie 1954) „pentru merite deosebite în domeniul creației literare”[13]

## Cărți publicate în anii '50-60
- Cronici și articole (volum care cuprinde: Influența lui N. Bălcescu asupra dezvoltării literaturii noastre, Fragmente din discursul de recepție la Academie al lui I.L Caragiale, Trecutul de lupte al poporului în opera lui M. Sadoveanu, Humorul lui G. Topîrceanu, Arta literară a lui Karl Marx, Exagerarea conștientă și problemele tipicului, Maiakovski și câteva probleme ale poeziei, în legătură cu comedia satirică, Cântec despre eroul revoluției de la 1848, Un roman al industrializării socialiste, Nufărul roșu de Petre Luscalov, Cumpăna luminilor roman de N. Jianu, Să se trezească pădurarul de Pablo Neruda), 1953
- Cronici literare, 1954-1956, cronici la volume de Silviu Podină, Francisc Munteanu, Remus Luca, Mihai Beniuc, Otilia Cazimir, Tudor Arghezi, Vladimir Colin, Octav Pancu Iași, Mioara Cremene, Maria Banuș, Nina Cassian, Marcel Breslașu, Sergiu Fărcășan, Radu Tudoran, M. Ștefan, Radu Nor, V. Em. Galan, András Sütő, Dumitru Micu, Savin Bratu, S. Damian, L. Raicu, Marin Preda ș.a., București, ESPLA, 1957
- Liviu Rebreanu, București, ESPLA, col. „Mica bibliotecă critică”, 1954
- Despre originalitate,1954-1956
- Despre realismul socialist, 1960
- Tudor Arghezi, 1960
- Lucian Blaga, 1960

## Volume de critică și istorie literară
- Cronici Literare: 1954-1956, Ed. de Stat pentru Literatură și Artă, București, 1957
- Literatura română între cele două războaie mondiale, 3 vol., vol I-III, 1967,-1975
- Literatura română și expresionismul, 1971, Premiul Uniunii Scriitorilor
- Antologia poeziei franceze de la Rimbaud până azi, în colaborare cu Ion Caraion, Maria Banuș, București, 1974-1976
- Pîinea noastră cea de toate zilele, Ed. Cartea Românească, București, 1981
- Cinci prozatori în cinci feluri de lectură (M. Sadoveanu, L. Rebreanu, Hortensia Papadat-Bengescu, Camil Petrescu, Mateiu Caragiale), București, Cartea Românească, colecția "Estetică", 1984, reeditat în 1989
- Al doilea suflu, cronici și comentarii despre fenomenul optzecist, 1989
- Alăptat de două mame, 1992
- Amintiri deghizate, (o carte de memorii), 1994 [14], 2011
- Cercul Literar de la Sibiu și influența catalitică a culturii germane, în colaborare cu Klaus Heitmann, 2001
- Evreii în mișcarea de avangarda românească, 2002, publicată postum, text pregătit pentru tipar de Geo Șerban
- Eugen Simion, Ovid. S. Crohmălniceanu, Dumitru Micu, Marin Mincu, Gheorghe Bulgăr, Emil Manu, Ștefan Borbély, Theodor Damian, Emilian Galaicu-Păun, Ioan Lazăr, Joachim Wittstock: Eseuri critice despre Christian W. Schenk, Dionysos Boppard 2022, ISBN: 9783750440746

## Povestiri științifico-fantastice

### Istorii insolite
- Colecția Istorii insolite a primit Premiul Asociației Scriitorilor din București. A apărut la Ed. Cartea Românească, 1980. Cuprinde:
  - „Ceilalți” (1966) William Wilson pleacă de pe Terra cu nava sa și ajunge pe o altă planetă. Aici întâlnește dublura sa venit cu o navă identică de pe o planetă absolut identică cu Terra. William Wilson are sentimentul că „ai lui” sunt „alții.”[15]
  - „Un capitol de istorie literară”
  - „Prima lecție de geometrie”
  - „O recenzie științifică”
  - „Mesajul din stele”
  - „O singură greșeală”
  - „Experiența”
  - „Istoria generalizării unei legi”
  - „Tratatul de la Neuhof”, povestire din 1980. Despre un contact între civilizații diferite. Extratereștrii sunt sub forma unor creaturi asemănătoare microbilor care-l „colonizează” pe Martin Neuhof, făcându-l nemuritor.[15]
  - „La Winnipeg, unde nu ne vom întoarce niciodată”, nuvelă. Despre raportul dintre om și creația sa androidul care-l copiază până la identitate.[15]
  - „Roadele unei diplomații chibzuite” (1980)
  - „Doamna Bovary”

### Alte istorii insolite
- Colecția Alte istorii insolite a apărut la Ed. Cartea Românească, 1986. Cuprinde:
  - „Scrisori din Arcadia”. Povestire din 3016 în stil voltairian, o satiră a moravurilor unei societăți viitoare[15]
  - „Hermeneuții”. Povestire despre imposibilitatea comunicării între civilizații cosmice datorită lipsei oricăror elemente comune[15]
  - „Cele zece triburi pierdute”
  - „Prea multă minte strică”
  - „Interviul”. Povestire despre cum NU trebuie explorat universul.[15]
  - „Cu sânge rece”
  - „Criza de imaginație”
  - „De ce e cerul albastru”
  - „Singurătatea alergătorului de cursă lungă”
  - „Alternativa”